# Avon (Pennsylvania)
Avon è un census-designated place (CDP) degli Stati Uniti d'America, situato nello stato della Pennsylvania, nella contea di Lebanon.